# Akiak Airport

i7
i11
i13
Akiak Airport (IATA-Code: AKI, ICAO-Code: PFAK) ist ein vom Staat Alaska betriebener öffentlicher Flughafen, welcher sich in der Nähe des Städtchens Akiak befindet.

## Infrastruktur
Der Flughafen umfasst eine Fläche von 24 Hektar und befindet sich auf einer Höhe von 9 m. Er hat eine Piste aus Kies, mit der Bezeichnung 03/21. Sie ist 974 Meter lang und 23 Meter breit.

## Fluggesellschaften und Flugziele
| Fluggesellschaft      | Flugziele                            |
| --------------------- | ------------------------------------ |
| Yute Commuter Service | Akiachak, Bethel, Kwethluk, Tuluksak |

Zuvor bediente Ravn Alaska den Flughafen von mehreren Standorten aus, bis die Airline 2020 Insolvenz nach Chapter 11 anmelden und den gesamten Flugbetrieb einstellen musste.